# Reisach (Höttingen)
Göppersdorf ist ein Gemeindeteil der Gemeinde Höttingen im Landkreis Weißenburg-Gunzenhausen (Mittelfranken, Bayern). Reisach liegt in der Gemarkung Fiegenstall.

## Lage
Der Weiler liegt auf einem Plateau zwischen Ettenstatt und Mischelbach, nahe dem Dorf Kemnathen und dem Fluss Arbach, rund 4 km von Höttingen entfernt. In der Nähe befinden sich mehrere Quellen, 300 m vom Weiler entfernt steht das Wegkreuz Blümleinskreuz. Eine Nebenstraße verbindet Reisach mit den benachbarten Orten Walting und Fiegenstall.

## Geschichte
Bis zur Gemeindegebietsreform in Bayern war Reisach ein Gemeindeteil der ehemals selbstständigen Gemeinde Fiegenstall. 1978 wurden beide Orte nach Höttingen eingegliedert.

## Bau- und Bodendenkmäler
Baudenkmäler im Ort sind das eingeschossige Bauernhaus Reisach 5 mit giebelständigem Satteldach und Fachwerk aus dem 18. oder 19. Jahrhundert und das eingeschossige Bauernhaus Reisach 3 mit Satteldach und verputztem Fachwerk aus dem 18. Jahrhundert.
Nördlich von Reisach befand sich eine Siedlung des Neolithikums und der Latènezeit, südlich gab es vermutlich weitere Siedlungen.